# Michele Fawdon
Michele Fawdon (ur. 15 grudnia 1947, zm. 23 maja 2011) – australijska aktorka telewizyjna i teatralna. 
Występowała w takich serialach telewizyjnych jak The Flying Doctors, A Country Practice i G.P.. Była dwukrotnie honorowana nagrodami Australian Film Institute.